# Pentagonia amazonica
Pentagonia amazonica är en måreväxtart som först beskrevs av Adolpho Ducke, och fick sitt nu gällande namn av Bengt Lennart Andersson och Rova. Pentagonia amazonica ingår i släktet Pentagonia och familjen måreväxter. Inga underarter finns listade i Catalogue of Life.